# Denis Donaldson
Denis Donaldson (* 1950 in Belfast, Nordirland; † 4. April 2006 bei Glenties im County Donegal, Irland) war ein Mitglied der irischen Organisationen Provisional Irish Republican Army und Sinn Féin, das im Jahr 2005 als Spion im Dienst des MI5 und der Special Branch des Police Service of Northern Ireland (früher die Royal Ulster Constabulary) enttarnt wurde.

## Leben
Donaldson schloss sich als Schüler mit 16 Jahren der Belfast Brigade der IRA an und nahm aktiv an den blutigen Auseinandersetzungen zwischen Katholiken und Protestanten im dortigen Viertel Short Strand Anfang der 1970er Jahre teil, wurde verhaftet und zu vier Jahren Gefängnis verurteilt. Wie viele Aktivisten der IRA war er im nordirischen Maze Prison (auch als Long Kesh bekannt) inhaftiert, wo er sich mit Bobby Sands und Gerry Adams anfreundete. Das Maze wurde zur Kaderschmiede für IRA-Mitglieder; Denis Donaldson stieg später zum Offizier für Informationsbeschaffung der IRA auf. Nach dem Ende seiner Haftzeit besuchte er ein PLO-Trainingscamp. Später war er Verbindungsmann zwischen den baskischen Separatisten der ETA und der IRA. In Paris wurde er wegen falscher Ausweispapiere 1981 zeitweilig festgenommen.
In den 1980er-Jahren gelang es britischen Nachrichtendiensten, ihn „umzudrehen“ und als Informanten anzuwerben. Über die Gründe kursieren verschiedene Gerüchte: Die Briten sollen Donaldson, den Katholiken und Familienvater, mit seinen angeblich zahlreichen Frauengeschichten erpresst haben. Anderen Schilderungen zufolge soll Donaldson größere Summen Geld kassiert haben.
In seiner Eigenschaft als Mitglied der republikanischen Sinn Féin hatte Donaldson Zugang zum nordirischen Parlamentsgebäude im Vorort Stormont. Am 17. März 2002 wurden Dokumente des Belfaster Staatsschutzes mit Informationen über protestantische Prominente gestohlen. Am 4. Oktober 2002 wurde Sinn-Féin-Mitgliedern vorgeworfen, im Parlament einen Spionagering für die IRA betrieben zu haben. Daraufhin wurde der Büroleiter der Sinn Féin festgenommen. Am 14. Oktober 2002 wurde die Northern Ireland Assembly aufgelöst, die nordirische Regionalregierung suspendiert und die Provinz vorübergehend wieder von London aus regiert.
Die Behörden in Ulster ermittelten seitdem und gingen dem Verdacht nach, dass es einen Agentenring innerhalb des Stormont Castle gegeben habe, der Dossiers über potentielle IRA-Opfer gesammelt habe. Im Dezember 2005 wurden die Ermittlungen jedoch plötzlich mangels öffentlichen Interesses eingestellt; die Vorwürfe gegenüber Denis Donaldson und zwei anderen Mitgliedern von Sinn Féin wurden fallengelassen. Gerry Adams, Denis Donaldson und Sinn Féin sahen in der Verfahrenseinstellung den Beweis dafür, dass es nie einen IRA-Spionagering gegeben habe.
Nachdem Donaldson kurz danach öffentlich seine Tätigkeit als britischer Informant („Maulwurf“) eingeräumt und bedauert hatte, schloss Sinn Féin ihn aus. Entgegen dem „Green Book“, der Verfassung der IRA, nach der Verräter erschossen werden („Touts will be shot“), ignorierte die IRA Donaldson. Er verschwand mit unbekanntem Ziel. Eine neue Identität für ein Leben im Ausland, die ihm von MI5 angeboten wurde, lehnte er ab. Der Journalist Hugh Jordan der Dubliner Sunday World spürte Donaldson im März 2006 in einem kleinen Haus ohne Wasser und Strom auf. Jordan berichtete über einen verwahrlost wirkenden und abgemagerten Mann, der extrem depressiv sei.
Am Abend des 4. April 2006 wurde Donaldson in der Nähe des Dorfes Glenties in der irischen Grafschaft Donegal erschossen aufgefunden. Die genaueren Umstände seines Todes sind noch ungeklärt. Sowohl Sinn Féin als auch Gerry Adams erklärten ihre Abscheu gegenüber dem Mord. 2009 bekannte sich die Real IRA zum Mord.